# 스피뇨사투르니아
스피뇨사투르니아(이탈리아어: Spigno Saturnia)는 이탈리아 라치오주 라티나도에 위치한 코무네다.